# مبادرة المعالجات الأوروبية
مبادرة المعالجات الأوروبية (بالانجليزية: European Processor Initiative) (EPI) هي مشروع أوروبي يهدف إلى تصميم وبناء عائلة جديدة من المعالجات الأوروبية منخفضة استهلاك الطاقة لأجهزة الكمبيوتر العملاقة والبيانات الضخمة والسيارات، وتقديم أداء عالي في تطبيقات الحوسبة التقليدية عالية الأداء (HPC) والتطبيقات الناشئة مثل التعلم الآلي. ويقود هذا المشروع اتحاد من الشركات الجامعات الأوروبية.
يقسم المشروع إلى عدة مراحل يتم تمويلها بموجب اتفاقيات المنح المحددة. وقد تم تنفيذ اتفاقية المنحة الأولى في إطار برنامج المفوضية الأوروبية هوريزن 2020 (FPA: 800928) في الفترة من ديسمبر 2018 إلى نوفمبر 2021. أما الاتفاقية الثانية فتم الاتفاق على تنفيذها بعد ذلك بموجب المبادرة الأوروبية المشتركة للحوسبة عالية الأداء (EuroHPC) التي أصدرت دعوة، والتي تم الرد عليها في يناير 2021 من قبل نفس الإئتلاف (H2020-JTI-EuroHPC-2020-02 FPA في (المرحلة الثانية) من EPI).
المعالج الذي سيتم تطويره هو نظام على شريحة (SoC) يستخدم تقنية RISC، وينفذ نوى المعالجات الدقيقة لهندسة آرم (ARM) بالإضافة إلى المسرعات، ويتخصص في حسابات المصفوفة والتعلم العميق للذكاء الاصطناعي. وقد تم تصميم المعالج ليتم دمجه في حاسوب عملاق بسرعة إكساسكيل، ولكن أيضًا ليتم تنفيذه في السيارات.

## أهداف
يهدف مشروع EPI إلى تصميم وبناء معالج عالي الأداء واستهلاك منخفض للطاقة، وتنفيذ تعليمات متجهية ومسرعات محددة، مثل مسرعات الذكاء الاصطناعي، مع إمكانية الوصول إلى الذاكرة ذات النطاق الترددي العالي. وسيعتمد التصميم على النتائج التي تم الحصول عليها من خلال الاستخدام المكثف للمحاكاة، وتطوير مجموعة برامج كاملة واستخدام تقنيات تصنيع أشباه الموصلات المتقدمة. كما سيتم تنفيذ منهجية التصميم المشترك أثناء تطوير المعالج، وذلك لضمان أن المعالج مناسب لتشغيل العديد من التطبيقات بكفاءة وأن يكون مزود بأدوات تطوير البرامج المناسبة. أضافة إلى ذلك كما يهدف مشروع EPI إلى تطوير المعرفة الأوروبية في مجال تصميم وبناء المعالجات للحوسبة عالية الأداء، مما يسمح لأوروبا بالسيادة التكنولوجية.

## الأعضاء
مشروع (EPI) هو كيان غير قانوني، وقد تم تنظيمه من قبل 30 مؤسسة من 10 دول في أوروبا. أعضاء الإئتلاف هم:
| المنظمة                                              | النوع              | الصناعة                                            | الدولة          |
| ---------------------------------------------------- | ------------------ | -------------------------------------------------- | --------------- |
| أتوس                                                 | شركة               | خدمات واستشارات في مجال تكنولوجيا المعلومات        | فرنسا           |
| مركز برشلونة للحوسبة الفائقة (BSC)                   | مركز أبحاث عامة    | الحوسبة الفائقة                                    | إسبانيا         |
| إنفنيون                                              | شركة               | أشباه الموصلات                                     | ألمانيا         |
| سيميدايناميكس                                        | شركة               | أشباه الموصلات                                     | إسبانيا         |
| هيئة الطاقة الذرية والبديلة الفرنسية (CEA)           | مركز أبحاث عامة    | الطاقة، الدفاع، الأمن، تكنولوجيا المعلومات، والصحة | فرنسا           |
| جامعة شالمر للتكنولوجيا                              | جامعة خاصة         | البحث العلمي والتقني والتعليم                      | السويد          |
| المعهد الاتحادي السويسري للتقانة في زيورخ            | جامعة عامة         | البحث العلمي والتقني والتعليم                      | سويسرا          |
| مؤسسة البحوث والتكنولوجيا – اليونان                  | مركز أبحاث عامة    | البحث العلمي والتقني                               | اليونان         |
| الهيئة الوطنية الفرنسية للحوسبة عالية الأداء (GENCI) | شركة مملوكة للدولة | الحوسبة الفائقة                                    | فرنسا           |
| المعهد العالي التقني                                 | جامعة عامة         | البحث العلمي والتقني والتعليم                      | البرتغال        |
| مركز أبحاث يوليش                                     | مركز أبحاث عام     | البحث العلمي والتقني                               | ألمانيا         |
| جامعة بولونيا                                        | جامعة عامة         | البحث العلمي والتقني والتعليم                      | إيطاليا         |
| كلية الهندسة الكهربائية والحوسبة، جامعة زغرب         | جامعة عامة         | البحث العلمي والتقني والتعليم                      | كرواتيا         |
| جمعية فراونهوفر                                      | مركز أبحاث عامة    | علوم تطبيقية                                       | ألمانيا         |
| إس تي ميكروإلكترونكس، إيطاليا                        | شركة               | أشباه الموصلات                                     | إيطاليا         |
| شركة إي فور (E4) لهندسة الحاسوب                      | شركة               | هندسة                                              | إيطاليا         |
| جامعة بيزا                                           | جامعة عامة         | البحث العلمي والتقني والتعليم                      | إيطاليا         |
| سيرف (Surf)                                          | مركز أبحاث عام     | البحث العلمي والتقني                               | هولندا          |
| كالراي (Kalray)                                      | شركة               | أشباه الموصلات                                     | فرنسا           |
| اكستول (Extoll)                                      | شركة               | أشباه الموصلات                                     | ألمانيا         |
| تشينيكا (CINECA)                                     | مركز أبحاث عام     | البحث العلمي والتقني                               | إيطاليا         |
| بي إم دبليو (BMW)                                    | شركة               | سيارات                                             | ألمانيا         |
| إلكتروبيت (Elektrobit)                               | شركة               | سيارات, برمجيات                                    | ألمانيا         |
| بروف آند رن (Prove & Run)                            | شركة               | برمجيات                                            | فرنسا           |
| معهد كارلسروِه للتكنولوجيا                            | جامعة عامة         | البحث العلمي والتقني والتعليم                      | ألمانيا         |
| مينتا (Menta)                                        | شركة               | أشباه الموصلات                                     | فرنسا           |
| سيبيرل (SiPearl)                                     | شركة               | أشباه الموصلات                                     | فرنسا / ألمانيا |
| كيرنكونسبت (Kernkonzept)                             | شركة               | برمجيات                                            | ألمانيا         |
| ليوناردو                                             | شركة               | برمجيات                                            | إيطاليا         |
| زيرو بوينت تكنولوجيز                                 | شركة               | برمجيات                                            | السويد          |

## تاريخها
بدأت المبادرة في عام 2015، بهدف إنتاج حاسوب عملاق بسرعة إكساسكيل بحلول عام 2023. وبدأت المرحلة الأولى من المشروع في ديسمبر 2018. وبحلول صيف عام 2019، تم تحديد أساس الهندسة المعمارية الخاصة بالنظام. أما في يناير 2020، فقد تم تقديم النموذج الأولي الأول.

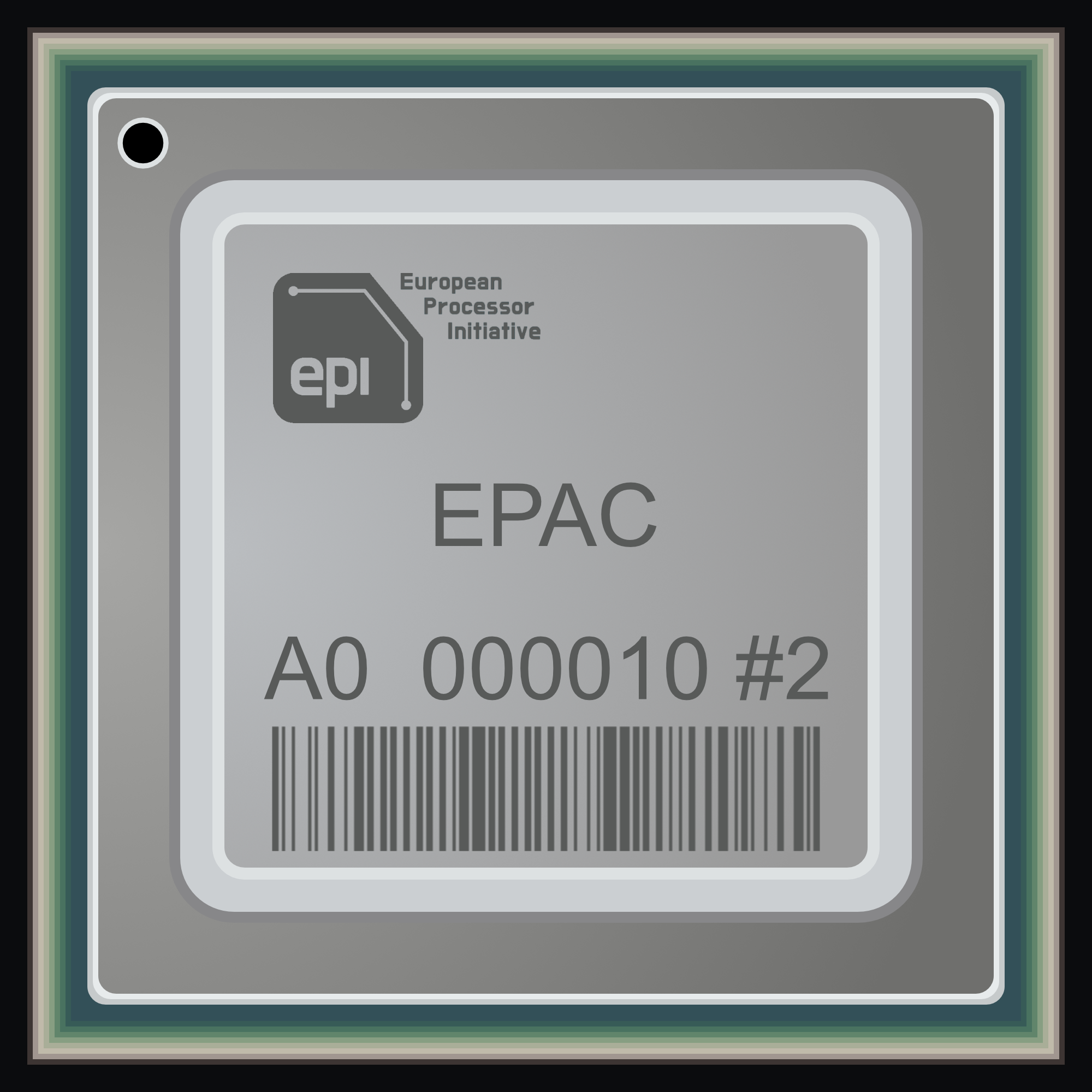
رسم توضيحي لعينة شريحة RISC-V العاملة الأولى من EPI في عام 2021.

## تنظيم المشروع
تتضمن مبادرة المعالج الأوروبية خمسة مجالات عمل. الأربعة الأولى هي مجالات تقنية (المنصة المشتركة والهندسة المعمارية العالمية، ومعالج الحوسبة عالية الأداء للأغراض العامة، والمسرع، ومنصة السيارات)، في حين أن المجال الأخير مخصص لأنشطة التنسيق والاتصال.

## فهرس
- مايكل فيلدمان. "مبادرة المعالج الأوروبية تستعد لإطلاق النموذج الأولي". المنصة القادمة. بون، كارولاينا الشمالية: 27 يناير 2020. https://www.nextplatform.com/2020/01/27/european-processor-initiative-readies-prototype/
- مايكل فيلدمان. "أولى أجهزة الكمبيوتر العملاقة الأوروبية التي تصل سرعتها إلى مستوى إكساسكيل تتخلى عن وحدات المعالجة المركزية المصنعة محليًا". المنصة القادمة. بون، كارولاينا الشمالية: 20 نوفمبر 2019. https://www.nextplatform.com/2019/11/20/first-european-pre-exascale-supercomputers-forgo-homegrown-cpus/ [يتحدث عن التأخير في EPI]
- نيتين دهاد. "مبادرة المعالجات الأوروبية تعلن عن منصة مشتركة للحوسبة عالية الأداء." EE Times Europe. إيبرسبيرج، ألمانيا. 5 نوفمبر 2019. https://www.eetimes.eu/european-processor-initiative-anounces-common-platform-for-hpc/
- دوغ بلاك. "تحديث حول مبادرة المعالج الأوروبية". داخل HPC 26 سبتمبر 2019. https://insidehpc.com/2019/09/an-update-on-the-european-processor-initiative/
- كالستا ريدموند. "كيف تستفيد مبادرة المعالج الأوروبية من RISC-V لمستقبل الحوسبة الفائقة". داخل HPC. ويستبورو، ماساتشوستس. 22 أغسطس 2019. https://insidehpc.com/2019/08/how-the-european-processor-initiative-is-leveraging-risc-v-for-the-future-of-supercomputing/
- سيباستيان موس. "مبادرة المعالج الأوروبي تقدم أولى التصاميم المعمارية للمفوضية الأوروبية". ديناميكيات مركز البيانات. لندن: 4 يونيو 2019. https://www.datacenterdynamics.com/en/news/six-months-european-processor-initiative-delivers-architectural-designs-european-commission/
- دان أولدز. "خطة أوروبا للحوسبة عالية الأداء ذات السرعة الفائقة Exascale". المنصة القادمة. بون، كارولاينا الشمالية: 20 أكتوبر 2018. https://www.nextplatform.com/2018/10/24/the-plan-for-europes-homegrown-exascale-hpc/ [يعرض الجدول الزمني الأولي لـ EPI]
- المفوضية الأوروبية. "مبادرة المعالجات الأوروبية: اتحاد لتطوير المعالجات الدقيقة لأجهزة الكمبيوتر العملاقة المستقبلية". عالم البحث والتطوير. 26 مارس 2018. https://www.rdworldonline.com/european-processor-initiative-consortium-to-develop-microprocessors-for-future-supercomputers/

## روابط خارجية
- الموقع الرسمي